# Alea Aquarius
Alea Aquarius ist eine Jugendbuch-Reihe von Tanya Stewner, die seit 2015 beim Verlag Friedrich Oetinger erscheint. Zentrales Thema ist die Zerstörung und Verschmutzung der Ozeane durch den Menschen und wie diese aufzuhalten ist. Die Hauptfigur Alea Aquarius gehört zu den letzten überlebenden „Meermenschen“, die entgegen dem Willen des Dr. Orion die Meermenschenzivilisation wieder auferstehen lassen möchte.
Basierend auf der ursprünglichen Reihe gibt es Hörbücher (teils adaptiert, teils ungekürzt). Tanya Stewner schrieb zudem gemeinsam mit Simone Hennig mehrere kurze Bücher für Leseanfänger, deren Handlung unabhängig von der der Haupthandlung ist. Seit spätestens Herbst 2019 ist eine Fernsehserie basierend auf den Büchern in Arbeit.
Alea Aquarius ist die dritte Buchreihe, die Tanya Stewner schrieb. Als erstes ihrer Reihenwerke richtet es sich an ein etwas älteres Publikum und wird vom Verlag als Jugendbuch klassifiziert. Claudia Carls zeichnet für alle Publikationen die Illustrationen und Vignetten.

## Inhalt
Die Handlung der Bücher für Leseanfänger ist nicht konsistent zur Handlung der Hauptreihe und wird im folgenden Abschnitt nicht berücksichtigt. 

### Handlung
Ausgangspunkt der Handlung ist die verborgene Welt der Meermenschen. Die Meermenschen besitzen Eigenschaften, wie sie von Wassermenschen oder Nixen aus diversen insbesondere europäischen Mythologien bekannt sind: Schwimmhäute zwischen Fingern und Zehen, Kiemen zum Atmen unter Wasser, verbesserte Sichtfähigkeiten. Die Meermenschen leben in allen Meeren und Ozeanen und haben verschiedene magische Fähigkeiten und Objekte. Außerdem arbeiten sie mit den Magischen (Tieren) zusammen, magischen Meereswesen mit menschenähnlicher Intelligenz, die bestimmte Fähigkeiten haben. Doktor Orion erschuf elf Jahre vor dem Beginn der Handlung der Bände ein Virus, das innerhalb kürzester Zeit alle Meermenschen tötete; dass er der Erschaffer des Virus ist, wussten die Meermenschen jedoch nicht.
Alea wird während dieser Ereignisse von ihrer Mutter Nelani als einjähriges Baby an Marianne abgegeben; das Jugendamt lässt Marianne Alea behalten, da Nelani nicht aufzufinden ist. Ihre Mutter möchte sie damit vor dem Virus beschützen und rechnet für sich selbst damit, in Kürze umzukommen. Nelani erzählt Marianne daher, dass Alea Kälteurtikaria habe, eine seltene Krankheit, durch die die Haut allergisch auf kaltes Wasser reagiert. Alea wächst bei Marianne auf und lernt als wichtigste Regel, kaltes Wasser unbedingt zu vermeiden.

#### Der Ruf des Wassers
Der Ruf des Wassers  als exponierendes Werk befasst sich mit Alea, die entdeckt, dass sie ein Meermädchen ist. Sie und die anderen Alpha-Cru-Mitglieder Lennox, Ben, Tess und Sammy, die in der Funktion von Protagonisten oder wichtigen Nebenpersonen auftreten, treffen aufeinander.
Als eines Tages Marianne einen Herzinfarkt erleidet, lernt das Meermädchen die Alpha Cru, bestehend aus Ben und seinem kleinen Bruder Sammy sowie Tess, kennen. Trotz anfänglichen Zögerns verbringt sie ein Abendessen mit ihnen auf dem Schiff Crucis und tritt der Bande bei. Sie erhält den Bandennamen Aquarius (Wassermann, siehe auch unten). Sie besuchen zusammen Marianne im Krankenhaus, die nun erstmals offenbart, wie sie Aleas Pflegemutter geworden ist. Sie erlaubt Alea, sich der Alpha Cru vorerst anzuschließen. Die Crucis nimmt Kurs auf Holland, wo sie sich auf die Suche nach Aleas wahrer Herkunft machen wollen.
Während eines Sturms aktiviert Alea unwissentlich erstmals den Elvarion-Modus, welcher ihr Führungsstärke und logisches Denken ermöglicht. Dennoch verhält sie sich unvorsichtig und wird schließlich über Bord geworfen. Statt einem allergischen Schock zu erliegen, verwandelt sich Alea allerdings in ein Meermädchen. Sie bekommt Schwimmhäute zwischen Fingern und Zehen und Kiemen hinter den Ohren. Aus eigener Kraft schafft sie es zurück zum Boot. Alea entdeckt am darauffolgenden Tag ihre Fähigkeit, Gefühle im Wasser lesen zu können. Sie versucht, der Cru von ihren neugewonnenen Fähigkeiten zu berichten, kann sich aber nicht überwinden.
In Amsterdam hat Alea ihren ersten musikalischen Auftritt mit der Alpha Cru. Tess spielt auf ihrem Akkordeon, Sammy auf seiner Trommel, Alea auf mit Wasser befüllten Weingläsern und Ben auf seiner Gitarre, später auf dem Bass.
Tess beichtet den anderen, dass ihre Eltern nicht wissen, wo sie ist, die anderen haben jedoch Verständnis. Lennox lenkt später mit seinem Gitarrenspiel Aleas Aufmerksamkeit auf sich. Sie spürt instinktiv eine Verbindung zu ihm und folgt ihm; unter einer Brücke unterhalten sie sich das erste Mal richtig. Trotz Misstrauen und Spannung schließt Lennox sich der Alpha Cru an und erhält den Beinamen Scorpio (Skorpion, siehe auch unten).
Nachdem die Crucis Amsterdam verlässt, trifft Alea beim Schwimmen zum ersten Mal auf Wale, Finde-Finjas und Wasserkobolde. Weil Lennox sie aufgrund seines Beschützerinstinktes dabei beobachtete, kommt er mit dem Regen in Kontakt und wird wegen des noch unbekannten Virus schwer krank. Nachdem er erfolglos von einem holländischen Arzt untersucht wurde, macht Alea sich im Meer auf die Suche nach einem Heilmittel und findet Rofus, zunächst Rotfarn genannt, mit dem sie Lennox heilen kann. Alea vertraut Lennox ihr Meermädchensein an, und Lennox erzählt genauer von seinen Oblivionenfähigkeiten, deren Herkunft ihm unbekannt sind. Diese befähigen ihn zur Unauffälligkeit und der Gabe, andere Menschen Geschehnisse vergessen zu lassen.
Nachdem Marianne die genaueren Umstände von Aleas Adoption wieder einfallen, nimmt die Crucis Kurs auf Renesse, was aufgrund der Windstille mit Motor geschieht. Nur wenige Stunden später verhaken sich Plastikteile in der Schraube der Crucis, doch der Motor lässt sich nicht ausschalten. Ben will das Plastik mit einem Messer losschneiden, womit er sich in große Gefahr begibt. Als die Bande ihm folgt, lüftet sie Aleas Geheimnis. Alea holt mit einer Finde-Finja Wasserkobolde zur Hilfe, die die Situation entschärfen können. Die Kobolde meinen noch zu Alea, dass die Meermenschen fort seien. Alea erzählt den anderen die gesamte Wahrheit über sich.
In Renesse suchen die Freunde das Jugendamt auf, aber Alea merkt anhand ihrer Fähigkeiten, dass sie angelogen werden. Lennox nutzt wiederum seine Fähigkeiten, um die vorenthaltenen Dokumente zu lesen, muss aber abbrechen. Er findet lediglich heraus, dass Alea ein Geschwisterkind hat. Alea entdeckt am Strand einen gestrandeten, toten Wal, aus dessen Bauch eine Schneekugel zum Vorschein kommt. Diese fordert dazu auf, nach Loch Ness zu kommen, woraufhin sich die Alpha Cru auf den Weg macht.

#### Die Farben des Meeres
In Die Farben des Meeres ist der zentrale emotionale Konflikt Aleas Beziehung zu Lennox, die sich durch die auftretende Geschwistervermutung verkompliziert. Äußerlich erreichen Alea und Lennox nach vielen Hindernissen endlich Rach Turana in Loch Ness, wo sie erste Informationen über die Meermenschenwelt im Allgemeinen sowie ihre Eltern im Speziellen erhalten.
Tess meint im Gespräch mit Alea, Lennox sei nicht in sie verliebt. Bei einem Tauchgang findet Alea durch eine Finde-Finja ein Rofusfeld, daneben ein verlassenes Meermenschendorf, welches von Skorpionfischen getarnt wird. Als eine Gruppe Schweinswale vorbeizieht, spürt Alea zum ersten Mal den Instinkt der Walwanderer (der Meermenschen-Stamm, dem sie angehört), mit den Tieren mitzuschwimmen, doch Ben kann sie gerade so noch davon abhalten. Nachdem Alea Ben gegenüber zugibt, dass sie in Lennox verliebt ist, rekonstruiert er, dass es möglich sei, dass die beiden Geschwister wären. Alea erfährt weiterhin von Marianne, dass sie nach dem Sommer eine neue Pflegefamilie bekommen soll, was sie schwer trifft, aber Sammy kann sie wieder aufmuntern.
Als Alea erneut das Meermenschendorf aufsuchen will, kommen ihr sogenannte Gretzer in den Weg. Lennox rettet sie von den Männern, die Giftmüll im Meer abladen, führt diese aber zurück zur Crucis. Da die Männer die Kinder bewaffnet angreifen, setzt Lennox zum ersten Mal seine Fähigkeit ein, Landgänger Dinge vergessen zu lassen. Er erzählt den anderen von seinen magischen Fähigkeiten. Alea überzeugt weiterhin Lennox, mit seinem Vater zu sprechen, woraufhin sie erfahren, dass Lennox' Mutter Xenia eine Postkarte aus Schottland schickte; ein Hinweis auf deren Aufenthalt am Loch Ness.
Die Cru erreicht Edinburgh. Wegen finanzieller Probleme bietet sich Tess trotz ihrer Unsicherheit an, ihr eigenes Geld vom Schiff zu holen. Auf dem Rückweg wird sie jedoch von Möwen angegriffen – vor denen sie panische Angst hat – und der Barmann eines Pubs, welchen Alea zuvor als Meermensch identifizierte, rettet sie. Er bekommt jedoch er kurz darauf Fiebersymptome und stirbt fast an dem für Alea nicht bekannten Virus. Tess fühlt sich sehr unsicher, da sie sich für den Beinahetod des Mannes verantwortlich fühlt und außerdem sich für viel ängstlicher als die anderen Bandenmitglieder hält. Die anderen widersprechen dem jedoch und betonen ihren außergewöhnlichen Mut. Als Tess' Mutter sie wieder anruft, fliegt Tess auf und rechnet damit, die Crucis verlassen zu müssen. Damit Alea und Lennox so schnell wie möglich nach Loch Ness kommen, trennen sie sich von den anderen und nehmen den Landweg.
In Edinburgh verdienen Alea und Lennox zwar viel Geld mit Straßenmusik, werden aber deswegen von einer Straßengang angegriffen. Alea aktiviert unwissentlich den Elvarion-Modus und gibt den Jungen das Geld. Obwohl sich Alea und Lennox aussprechen und so nahe kommen wie nie zuvor, vermeidet es Alea aus gegebenen Gründen, den letzten Schritt zu gehen. Am nächsten Morgen versuchen sie, mit einem Zug schwarz nach Norden zu fahren, werden jedoch bemerkt und müssen aus dem Zug springen. Zu Fuß erreichen sie einen Fluss. Obwohl Lennox Alea küssen möchte, vermeidet sie es und erzählt ihm von ihrer Geschwistervermutung. Als Lennox und Alea am nächsten Tag in einem Dorf vergeblich nach Essen betteln, versuchen sie, aus dem Müll zu stehlen, werden daraufhin vom Hund des Restaurantbesitzers verfolgt. Im Fluss schafft es Alea, erneut im Elvarion-Modus Zavana Ravanda zu schicken und wird von Isibellen („Bachgeistern“) gerettet. Auch diese können ihr nicht erklären, was mit den Meer- und Flussmenschen geschah.
Die beiden erreichen Loch Ness, wo sich am Seeufer ein magischer Tunnel zum Seegrund bildet. Alea und Lennox betreten am Grund von Loch Ness die Meerstadt Rach Turana, wo sie von Artama begrüßt werden, einer der letzten überlebenden Meerfrauen. Die beiden erfahren die wichtigsten Dinge über die Meerwelt, das Virus und die überlebenden Meerkinder, auch, dass Lennox und Alea tatsächlich nicht verwandt sind. Daraufhin beginnen Alea und Lennox eine Beziehung. Zusätzlich erfahren sie, dass Alea eine Elvarion ist, welche dazu bestimmt sind, die Meerkinder ihrer Generation anzuführen. In der Bibliothek von Rach Turana erhält Alea eine Botschaft von ihrem Vater Keblarr, der sich in Island vor dem Virus gerettet hatte. Außerdem habe sie eine Zwillingsschwester namens Anthea. Für Lennox hat Xenia eine Nachricht aufgenommen, sie liegt aber zum Zeitpunkt der Aufnahme bereits im Sterben. Die Crucis erreicht den Loch Ness und überraschenderweise darf Tess auf dem Schiff bleiben. Sie nehmen Kurs auf Island, um Keblarr aufzusuchen.

#### Das Geheimnis der Ozeane
Im Geheimnis der Ozeane steht auf der inneren Seite das Liebesdreieck Lennox-Alea-Tess im Zentrum. Auf der äußeren Seite findet Alea ihren Vater, und Doktor Orion tritt auf, welcher in einer fundamentalen Wendung als zentraler Antagonist eingeführt wird.
Die Alpha Cru segelt über Kanäle Richtung Nordsee. Alea und Lennox sprechen über das, was sie in Island erwarten könnte, und wie man das Meervolk wiederbeleben könnte. Nachdem Alea und Tess als gutes Team eine Schleuse passieren, sprechen sie darüber, dass Alea jetzt mit Lennox zusammen ist. Tess verhält sich erneut merkwürdig, da sie nicht zugeben möchte, dass sie in Alea verliebt ist. Als Alea im Meer nach einer Buchmuschel sucht, begegnet ihr ein Tasfar, welcher von einer Zeitenwende spricht, die eingeleitet werde, da Meermenschen und Landgänger sich zusammenschlössen. Sammy zeigt erstmals seine Fusselsammlung, worunter sich die Fäden des Silberumhangs befinden, welcher früher im Besitz von Sammys und Bens Familie war. Alea und Lennox sehen durch die Silberfäden Ausschnitte aus der wahrscheinlichsten Zukunft.
Alea und Lennox gehen gemeinsam schwimmen und befreien nach Nachricht eines Seh-Saffirs einen gefangenen Wal. Alea wird in der Folge von den Walen mitgezogen und verfällt in einen Walrausch, der sie ihre Umgebung vergessen lässt, aus welchem sie erst nach einem Tag entkommen kann. Besonders Lennox ist darüber sehr erzürnt. Nachdem Alea mit Tess über diese Gefahr spricht, schreiben sie den Text zum Lied Zu dir, wobei Alea diesen für ihre verschollene Zwillingsschwester Anthea verfasst. Tess jedoch missinterpretiert den Text als Liebeslied und sie küsst Alea. Während das Missverständnis zwischen den beiden zu keinem großen Drama führt, hat Lennox die Szene unglücklicherweise beobachtet und er flieht ins Wasser. Nachdem Alea ihn vor dem Ertrinken retten muss, diskutieren die beiden die Geschehnisse, und Lennox ist offensichtlich davon überzeugt, er seie als halber Meermensch für Alea nutzlos und einzig eine Last. Alea verheddert sich bei ihrer Rückkehr in Plastikmüll und droht, zu ersticken; Ben muss erst sie und dann ihren „Beschützer“ Lennox retten. Ein kurzes Wortgefecht zwischen Tess und Lennox eskaliert in der Folge und Lennox scheint endgültig davon überzeugt, im Wasser zu nichts nutze zu sein. Am nächsten Morgen kann Alea mit Tess zumindest einiges klären, aber beim Frühstück bleibt Lennox abweisend.
Die Crucis erreicht Island und die Bande tritt in Reykjavík auf. Das letzte Lied, Aleas und Tess' Zu dir, wird von Lennox (wie zuvor von Tess) als Liebeslied interpretiert und er stürmt davon. Alea verfolgt Lennox, wird aber beinahe ausgeraubt und Lennox eilt unerwartet zu ihrer Rettung. Dieser ist immer noch untröstlich, aber Alea beweist ihm, dass sie noch in ihn verliebt ist, indem sie ihn küsst. Die beiden klären den Streit, wobei Lennox erneut zum Ausdruck bringt, dass er sich wegen seiner Halblingsform nutzlos fühlt. Alea kann ihn aufmuntern, und am nächsten Tag suchen sie zusammen mit den anderen die Meermenschen in Grindavík. In der weltberühmten Blauen Lagune sind die Meermenschen nicht aufzufinden, aber nach einigem Hin und Her führt der Kobold Murphy Alea alleine zur „Kolonie“ der Meermenschen. Alea spricht zum ersten Mal mit ihrem Vater Keblarr. Er erzählt ihr von der Kolonie und berichtet, dass niemand Antheas Aufenthaltsort oder den ihrer Mutter Nelani kennt. Es stellt sich heraus, dass die Meermenschen in Lethargie verfallen sind und nichts an ihrer Situation ändern wollen, so verlässt Alea im Streit ihren Vater. Alea bekam zumindest den Hinweis, dass ein gewisser Doktor Orion versuchte, ein Gegenmittel herzustellen, und jetzt in Reykjavík leben würde.
Alea kehrt zur Alpha Cru zurück, die zwei Tage nach ihr suchte, und gemeinsam finden sie Orions alte Praxis, die auf seine Privatadresse verweist: Die Villa in derselben Bucht, in der die Crucis ankerte. Die Freunde betreten die Villa und werden von Doktor Orion begrüßt, der sich als Retter der Meerwelt offenbart und ihnen seine Lebensgeschichte erzählt. Als er erfährt, dass Alea immun ist, möchte er mit ihrem Blut sofort ein Gegenmittel herstellen: eine Idee, die Alea bereits länger umtrieb. Alea wird Blut abgenommen und in den nächsten zwei Tagen geht es der Cru in der Villa sehr gut. Doch die Ungereimtheiten häufen sich und besonders Lennox, später auch Ben sind Orion gegenüber misstrauisch. Orion versucht intensiv, sich mit Alea anzufreunden, was auch gelingt. Alles ändert sich jedoch, als Alea in einer SMS von Tess erfährt, dass ihnen bekannte Giftmüllverbrecher mit Orion zusammenarbeiten, und Ben einen Brief hinterlässt, welcher verkündet, die Cru würde ohne sie weitersegeln. Alea kann letzteres nicht glauben und konfrontiert Orion mit all den Ungereimtheiten. Orion wiegelt ab, ihm rutschen aber Informationen heraus, die er nicht genau wissen sollte. Auch mithilfe von Murphy, der die Villa schon seit Tagen ausspionierte, bricht Orions Lügenkonstrukt zusammen und es stellt sich heraus, dass er das Virus erschuf und jetzt die Cru eingesperrt hat. Er wollte Alea gekonnt auf seine Seite ziehen, dies schlägt aber fehl, da Alea sich gegen ihn wendet und erklärt, sie würde niemals mit ihm kooperieren.
Orion sperrt auch Alea ein, aber Murphy kann Keblarr und die Kolonie holen, die Alea befreit. Keblarr erklärt Alea, durch ihre Ankunft hätten die Meermenschen einen Sinneswandel gehabt und die Kolonie aufgelöst. Auch mithilfe der Silberfadenvisionen befreien sie Tess, Ben und Sammy. Dabei treffen sie auf den Nixenprinz Cassaras. Alea erfuhr bereits durch Orion von ihm und sah ihn auf einer Klippe bei der Ankunft nach Island. Cassaras bedroht jetzt Keblarrs Freund Ramin und verlangt den Silberumhang der Nixenkönigin. Er lässt sie nur gehen, als Alea mit ihm einen Handel abschließt: Er erhält den Umhang, sobald Alea ihn findet. Sie treffen auf Lennox, der sich selbst befreite, und können mit Cassaras' Hilfe knapp fliehen, wobei Orions Leute sie verfolgen und Keblarr am Strand zurückbleibt. Mithilfe von Nixen und Kobolden kann die Alpha Cru schließlich auf das Schiff entkommen. Lennox tarnt die Crucis mit Skorpionfischen und allen wird langsam klar, Orion sie weiterhin verfolgen wird.
Alea sieht in einer Silberfadenvision Nelani und wird kurz darauf von der Nixe Shiro besucht. Sie erzählt Alea die Geschichte des Silberumhangs und was dieser mit Nixenkönigin Haruko und ihrem Sohn Cassaras zu tun hat: Der Umhang erlaubt die Sicht auf die Zukunft, laut der Legende ist es Alea bestimmt, ihn zur Rettung der Meerwelt zu erhalten und zu nutzen, doch Harukos Halbnixensohn Cassaras besteht auf das Erbrecht der Nixenherrscher. Außerdem zeigt sie Alea, wie man eine Wanderernachricht schickt, was diese zuvor erfolglos versuchte. Per Telefonat erklärt sich Bens Onkel Oskar, welcher den Umhang lange besaß, bereit, das inzwischen verkaufte Kleidungsstück wiederzufinden. Alea erreicht eine Wanderernachricht einer Walwanderin (die sich später als Nelani herausstellt) welche berichtet, dass sie in Norwegen lebe. In neuen Silberfadenvisionen sieht Alea düstere Ereignisse, aber auch ihr Treffen mit Nelani. Die Crucis nimmt daher Kurs auf Norwegen.

#### Die Macht der Gezeiten
In Die Macht der Gezeiten steht die gesamte Alpha Cru vor der großen Herausforderung, mit ihrem neuen Gegner Doktor Orion zurechtzukommen. Im Rahmen einer Ölkatastrophe vor Norwegen, die Alea durch einen nie dagewesenen Brand auf dem Ozean löst, werden sowohl Alea als auch Ben mit ihrer Vergangenheit konfrontiert, konkret ihrer totgeglaubten Mutter bzw. seiner Exfreundin und wahren Liebe. Das erste persönliche Treffen mit Meerkindern endet katastrophal mit einer weiteren Flucht vor Orion.
Die Crucis befindet sich zwischen den Färöer-Inseln und Norwegen. Nachdem die Freunde proben, erscheint Orion mit Hubschraubern; sie entkommen und erfahren, dass er mit großem Aufwand nach ihnen sucht. Lennox beginnt, den anderen Selbstverteidigung beizubringen, wobei sich Alea als talentiert erweist. Die Nixe Shiro und weitere Nixen berichten der Cru vor einer leckenden Bohrinsel nahe Norwegen. Ben informiert die Ocean Knights über diese Bohrinsel Kystens Stolt und spricht dabei überraschend mit seiner Exfreundin Niki, von der Alea nichts wusste. In den Silberfadenvisionen sieht Alea nach wie vor düstere Vorzeichen. Sie erzählt Lennox nach einiger Überwindung von dem „Ende der Welt“, dem brennenden Meer, welches sie in der Vision sah. Er erlaubt ihr schließlich, ins Wasser zu gehen, wo sie Cassaras trifft, der zum ersten Mal Alea an Bord folgt. Es stellt sich im „Kennenlerngespräch“ heraus, dass Cassaras nur wegen des Umhangs mit Orion zusammenarbeitet und daher auch die Alpha Cru noch nicht an ihn ausgeliefert hat. Er erinnert jedoch erneut an seine und Aleas Abmachung wegen des Umhangs. Ein Tasfar taucht einige Zeit später auf, bringt Rofus und gibt Alea Hinweise, wie sie die in ihrer Vision gesehene Feuersbrunst verhindern könnte. Auch nach Beratung mit den anderen beschließen Lennox und Alea, im Wasser nach Hilfe zu suchen und werden zu einer Rostbombenexplosion gerufen, die einen Saffier verletzt hat. Beim Abendessen haben die Freunde die Idee, ein Lied für die Meerkinder zu schreiben, um sie gegen Orion zusammenzurufen. Es entsteht der Song Hinterm Wasserfall und ein Video dazu.
Die Cru erfährt am nächsten Tag nicht nur, dass das Musikvideo sehr erfolgreich wurde und mehrere Meerkinder sie kontaktiert haben, sondern auch, dass die Bohrinsel ein riesiges Leck hat und ein Ölteppich Norwegen erreicht hat; Alea warnt die Magischen. Einige Tage später erreichen die Freunde Norwegen und den ölüberfluteten Strand Refviksanden. Sie helfen bei den Reinigungsarbeiten und Tess muss ihre Angst vor Möwen überwinden, als ein ölverseuchter Vogel ihre Hilfe braucht. Sie finden auch eine ölverschmierte Finde-Finja, die sie zu einem verlassenen Ferienhaus retten, sowie eine später Fussel genannte Babyrobbe und den Wasserkobold Franklin. Weil die Situation bezüglich der Brandgefahr des Meeres nach wie vor aussichtslos ist, beschließt Alea schließlich am nächsten Tag mit einiger Überredungsarbeit bei den anderen, Gilfen zu suchen, um mit deren Hilfe das Leck zu stopfen. Die Finde-Finja führt Alea, Lennox und Franklin zur Gilfenstadt Rubenacht, wo die missmutig wirkenden echsenartigen Baumeister und Handwerker leben. Dort kann Alea die Gilfen zum Handeln bringen und ein Dutzend folgt ihnen nach Kystens Stolt. Während die Gilfen das Loch reparieren, lässt Lennox die Taucher vergessen, doch dabei scheint durch einen Zwischenfall Franklin im Öl umzukommen; dieser taucht später wieder auf und freundet sich als erster Kobold mit den Gilfen an. Alea und Lennox erreichen bei der Rückkehr mit letzter Kraft das Festland und Cassaras muss sie am Strand vor dem Tod retten. Sie schaffen es zurück zum Ferienhaus.
Der Ölteppich ist weiterhin ein Problem und ein gefährliches Gewitter zieht auf, doch als Sammy die Aufnahme der Tasfarenbotschaft abspielt, wird der Alpha Cru klar, dass sie ganz im Gegenteil absichtlich ein Feuer verursachen sollen, um das Öl zu entfernen. Alea will außerdem die Hilfe der von Menschen für Elmsfeuer gehaltenen magischen Helmse anfordern, um das Land vor dem Brand zu schützen. Dies gelingt; wenig später fängt daher das Meer an zu brennen und die Helmse des Ozeans schützen das Land vor Feuer und Blitzen. So brennt das Öl erfolgreich ab. Alea wird am Strand von einer jungen Frau angesprochen, die sich wenig später als Niki herausstellt. Niki flieht und Ben spricht mit den anderen darüber, dass er als einer von Orions Hauptfeinden sie nicht in Gefahr bringen möchte. Die Freunde kehren zur Crucis zurück. Alea und Lennox entdecken, dass ihnen aufgrund des Videos 103 Meerkinder schrieben, und mit Bens Hilfe verfassen sie Antworten an die europäischen Kinder, um sich mit ihnen in der Wafelfabriek in Brügge zu treffen.
Die Cru erreicht vier Tage später Brügge. Zehn Meerkinder haben sich in der Wafelfabriek eingefunden; Alea beginnt, sie über ihre Herkunft aufzuklären. Sie werden jedoch von Nelani unterbrochen, da Doktor Orion erscheint. Erst jetzt erfährt Alea, dass die Walwanderin, mit der sie seit längerem kommunizierte, ihre Mutter Nelani ist. Bei der Flucht bleibt Nelani zurück, um die Darkoner auf Orions Seite aufzuhalten, und mit Cassaras' Hilfe ist die Flucht zur Crucis möglich. Nur Stunden später erreicht Alea eine Wanderernachricht von Nelani, in der sie darum bittet, sich in Oye-Plage in Frankreich zu treffen. Die Alpha Cru macht sich auf den Weg.

#### Die Botschaft des Regens
Die Botschaft des Regens behandelt primär die Wiedervereinigung Aleas mit ihrer Mutter Nelani. Die Alpha Cru ist weiterhin dabei, die Meere auch mithilfe der Magischen möglichst gut zu schützen. Doch nur kurz, nachdem Nelani zur Alpha Cru stößt, kommt es zur Katastrophe: Orion fängt die Alpha Cru, verwandelt Alea in einen Landmenschen und Lennox muss den anderen vier alle Erinnerungen seit Beginn der Reise in Hamburg nehmen.
Die Crucis segelt nach Frankreich, wegen Windstille dauert die Reise länger als geplant und die Alpha Cru überlegt, wie sie sich gegen Orion wehren und die Meere retten können. Auch als Ersatz für das fehlgeschlagene Treffen in Brügge planen sie eine Videokonferenz mit möglichst vielen Meerkindern. Die Vier außer Ben treffen bei einem Unterwasserausflug Wribbels, müllfressende Magische, die ihnen einige Fragen beantworten.
Die Videokonferenz beginnt und Alea und Lennox erfahren, dass Isla erfolgreich aus Brügge entkam. Alea erzählt den Meerkindern vieles von dem, was sie weiß. Nachdem einige Fragen geklärt wurden und die Konferenz beendet ist, diskutieren Alea und Lennox noch, wie man die Meerkinder in Zukunft gegen Orion organisieren könnte. Am nächsten Tag stellt sich im Gespräch zwischen Alea und Tess heraus, dass Tess sehr niedergeschlagen darüber ist, dass sie wegen Orion vermutlich nicht zu ihren Eltern zurück kann und diese anlügen muss. Als Cassaras auftaucht und das gerade zur Aufmunterung geschriebene Lied Drachenherz einsaugt, hört Alea den Ruf eines Wals in Not. Gemeinsam mit Lennox macht sie sich auf den Weg und die beiden versuchen, das Tier aus einem Fischernetz zu befreien. Aber sie werden vom Sog einer Jacht erfasst und erst im letzten Moment von einem Warkan gerettet. Sie vermuten, dass Cassaras diesen oktopusähnlichen magischen Nixensoldaten rief. In den Silberfadenvisionen sehen Alea und Lennox Ausschnitte aus den düsteren Ereignissen am Ende des Buches, sowie Aleas Treffen mit Nelani und noch viel spätere Geschehnisse. Dann werden sie bei einem Kuss von Tess überrascht, die aufs Deck stürmt und Alea und Lennox vermuten, dass sie immer noch in Alea verliebt ist. Im Wasser werden die beiden vom neuen Kobold-Klabautermann McDonnahall zu einer Todeszone im Wasser gerufen, in der Cassaras bewusstlos wurde.
Alea und Lennox schaffen es, den Nixenmann zu retten. Als Cassaras aufwacht, spricht Alea mit ihm, und er erzählt, warum er mit dem Silberumhang das Nixenvolk, welches ihn einst verachtete, beherrschen will. Danach verlässt er das Schiff und Alea schreibt auf eine Unterwasser-Anzeigesäule eine Warnung vor der Todeszone. Am nächsten Tag kommt nach langer Zeit wieder Wind auf. Während der Fahrt verplappert sich Tess und die anderen erfahren ihre Herkunft und den Reichtum ihrer Eltern. Alea und die anderen müssen sich mit dem Zwiespalt auseinandersetzen, dass das Meermädchen sich zwischen ihrer Mutter und der Alpha Cru entscheiden müsste, aber Alea selbst hat den Vorschlag, Nelani auf der Crucis aufzunehmen.
Als es zu regnen beginnt, sieht Alea in den Bildern des Regens den Ursprung der Todeszone: Dünger, der von Feldern in einen Fluss gespült wurde. Sie ruft Zavana Ravanda und bringt die erscheinenden Magischen zur Kooperation, sodass Wribbels herbeigeholt werden, die den Fluss hochschwimmen und das Gift trinken. Doch für die Isibellen im Fluss kommt die Hilfe zu spät. Sie haben das Wasser bereits verlassen und zerfallen so zu Staub. Obwohl die Reinigung Erfolg hat, sind deshalb alle fünf niedergeschlagen.
Am nächsten Morgen erreichen sie Oye-Plage und am Strand wartet tatsächlich Nelani auf Alea. Die Walwanderin erzählt ihrer Tochter von ihrem Leben und wie sie Alea und Anthea an das Land abgab. Außerdem berichtet sie von einem Unfall im Meer, bei dem Anthea gehörlos wurde. Es stellt sich heraus, dass Nelani ebenfalls immun ist und schon lange am Virus forscht. Alea erzählt von Keblarr, mit dem Nelani keinen Kontakt mehr hatte. Nelani plant, wie Orion mit Aleas Blut ein Gegenmittel herzustellen und die beiden gehen im Wasser mit Walen schwimmen, wobei Alea einige Wandererfähigkeiten lernt. Sie leiten die Wale bei der Rückkehr in Gefahr, aber McDonnahall ruft einen Koboldclan zu Hilfe und die Wale entkommen ins Meer. Später lernt Nelani die Alpha Cru kennen. Am Tag darauf ruft Sammy ohne Wissen seines Bruders Niki an, was zu einem großen Streit zwischen allen führt. Nelani bringt die Kinder jedoch dazu, sich auszusprechen. Als Alea sie um die Aufnahme in die Alpha Cru bittet, erzählt Nelani, dass sie in Island Keblarr aufsuchen wolle und ihn zum Kampf gegen Orion hinzurufen wolle, und die Cru entschließt sich, mit ihr nach Island zu segeln.
Auf dem Weg nach Norden plant die Alpha Cru weitere Schritte gegen Orion. Sie wollen in Brighton auftreten, doch Sammy hält das Verschwinden von Bens Handy für ein schlechtes Vorzeichen. Als Alea zum letzten Mal mit Marianne telefoniert, erfährt sie von deren zweiten Herzinfarkt und zum einzigen Mal spricht Nelani richtig mit Aleas Adoptivmutter. Beim Auftritt werden die fünf von einem Mann gefilmt, was sie zum Aufbruch drängt. Nur wenig später werden sie tatsächlich von Orions Darkonern überrascht und bis ins Wasser gejagt. Aber wider Erwarten folgen ihnen die Darkoner in das Meer und sterben nicht daran. Nach kurzem Kampf gelingt die Flucht in die Stadt zurück, und Alea singt das von ihrer Mutter gelernte Lied der Tasfaren, um einen der Magischen zum Missfallen von Lennox vor aller Augen zu rufen; der Tasfar befördert sie zurück zur Crucis. Doch nur Minuten später finden die Darkoner das Schiff und überwältigen die Alpha Cru. Erst jetzt taucht Cassaras auf, der sich aus Tarnungsgründen neutral hält, trotz Aleas und Sammys Überzeugungsversuchen. Vier Koboldclans entern das Schiff und befreien fast die Cru, werden aber durch das Anti-Magikum wieder vertrieben. Auch Cassaras wird vom gefährlichen Gegenmittel bewusstlos.
In der Nacht kommt Orion an. Die Alpha Cru erfährt, dass Nelani mit einem Peilsender verfolgt wurde und die Darkoner, welche den bedingungslosen Herrenschwur an Orion leisteten, dank des Gegenmittels immun sind. Als Cassaras plötzlich aufwacht und gebärdet, bevor er wieder bewusstlos wird, knüpft Alea die Verbindung, dass Cassaras die seit kurzem als gehörlos bekannte Anthea kennen könne und sie mit Alea verwechselt habe. Orion präsentiert seinen Plan: Alea soll durch einen „DNA-Wandler“ in einen Landmenschen verwandelt werden und dann wie die drei anderen durch Lennox alle Ereignisse seit Hamburg vergessen. Außerdem möchte er unter Hilfe von Nelani ein Virus gegen Magische entwickeln. Obwohl Lennox dies zunächst nur über seine Leiche tun möchte, kann Orion ihn durch Drohungen überzeugen, dass es die am wenigsten schlechte Wahl ist. Orions Plan wird ausgeführt und die Erzählung endet, als Alea ihre Erinnerungen verliert.

#### Der Fluss des Vergessens
Der Fluss des Vergessens  begleitet die Alpha Cru, wie sie nach dem Vergessen und Aleas Wandlung in einen Landmenschen langsam alle Informationen über den Stand der Dinge zurückgewinnen, und wie sich in diesem Rahmen die Beziehung der Personen zueinander ändert. Das Meermädchen Kit findet zur Alpha Cru und wird Tess' Freundin, außerdem erhält Alea nicht nur den Silberumhang (kurzzeitig) und den Goldumhang, sondern tritt zum ersten Mal in Kontakt mit ihrer Schwester Anthea. Am Ende schaffen Lennox und Nelani die Flucht aus Orions Fängen und die Alpha Cru erhält ihre Erinnerungen zurück.
Alea, Tess, Ben und Sammy erwachen etwa eine Woche nach den Ereignissen in Brighton auf der Crucis in Hamburg und erinnern sich zuletzt an den ersten Tag der Sommerferien, an dem Alea in Der Ruf des Wassers auf die Crucis kam. Sie fühlen sich seltsam, etliche Dinge sind nicht so, wie es zu ihren Erinnerungen passen würde. Alea wird von einer Mitschülerin irritierenderweise darauf hingewiesen, dass die Sommerferien vorbei seien und Alea nicht in der Schule erschienen wäre. Im Krankenhaus kann Alea noch kurz mit Marianne sprechen, bevor diese stirbt. Als ein Jugendamtsmitarbeiter Alea an unsympathische Pflegeeltern übergeben möchte, flieht die Alpha Cru zurück zur Crucis, wobei Alea instinktiv gegen Wachleute kämpft, die die Kinder aufhalten wollen. Allmählich dämmert es den Cru-Mitgliedern, dass sie eine Erinnerungslücke von mehreren Wochen haben könnten, aber sie wissen das aktuelle Datum nicht, da alle elektronischen Geräte nicht funktionieren. Wie Alea am Tag zuvor fällt ihnen Cassaras auf, der das Schiff beobachtet, aber bevor sie mit ihm sprechen können, nähern sich Polizisten und sie müssen ablegen.
Sie entscheiden zufällig, über die Flüsse des Binnenlands nach Marseille zu schippern. Cassaras klettert an Bord, bekommt aber offenbar Schmerzen und krächzt noch, sie müssten das Anti-Magikum suchen und vernichten, bevor er wieder ins Wasser verschwindet. Die Crucis findet dieses jedoch nicht. Auf Bens Smartphone befinden sich einige Fotos, auf denen auch Lennox zu sehen ist, an den sich keiner erinnert. Alea und Ben gehen von Bord, um mit dem „finsteren Mann“ Cassaras zu sprechen. Dabei treffen sie auf das obdachlose Ausreißermädchen Kit, welches sich später als Meermädchen vom Müllverbrenner-Stamm Brim herausstellt. Kit wird in die Alpha Cru aufgenommen und erhält den Bandennamen „Fornax“. Sie finden und deaktivieren einen Störsender und die Handys haben wieder Empfang: Es ist der 23. August und ihnen fehlen die Erinnerungen von zwei Monaten. Als Kit nach einem Nickerchen aufwacht, spricht und schreibt sie wie in Trance immer wieder einen Satz auf Hajara: „Sie ist die Elvarion“. Alea sieht im Fluss eine Nixe und springt zu ihr ins Wasser, um sie nach Magie zu befragen, kann aber wider Erwarten nicht schwimmen. Kurz nachdem Alea gerettet wurde, steht Cassaras am Ufer, doch bevor Ben und Alea bei ihm sind, bekommt er eine Handy-Nachricht und eilt verstört davon.
Aus einem Impuls heraus fängt Alea an, von Ben Gebärdensprache zu lernen. Ben bekommt einen Anruf von Niki, weil sie sich vor drei Wochen in Norwegen sahen (Die Macht der Gezeiten) und Sammy ihr danach eine Sprachnachricht sendete. Dadurch entdeckt Ben kurz darauf auf seinem Handy Sammys Bandentagebuch, in dem von den vergangenen Ereignissen berichtet wird. Mit deren besonders für Alea überwältigenden Informationen können sie einen Großteil der vergangenen Ereignisse rekonstruieren; hier stellt sich Kits wahre Herkunft heraus. Die Alpha Cru hat die Idee, dass Kit auf Hajara nach einer Finde-Finja rufen könnte, aber dies funktioniert nicht, da Pfeile durchs Wasser schießen. Während der Fahrt nach Köln beschließt Ben, Niki in alles einzuweihen, und Alea schmerzt die Trennung von Lennox besonders.
Die Alpha Cru tritt auf der Domplatte auf, und dabei treffen sie Niki, die später den Bandennamen Vela (Segel, siehe auch unten) erhält; Sammy fädelte diese Begegnung ein. Gemeinsam besuchen sie Ben und Sammys Opa Ernst in dessen Heim. Als Ben seinem Großvater von der Suche nach dem Silberumhang erzählt, berichtet er, dass er diesen kürzlich per Paket aus Tibet bekommen habe. Ernst überlässt Alea den Silberumhang, doch die magische Wirkung auf Alea bleibt aus. Sammy ermutigt sie, trotz der fehlenden Meermenschen-Eigenschaft selber an sich als Elvarion zu glauben. Alea erhält eine SMS von „T.“ (die sich später als Anthea herausstellt), die Aleas auf Hajara geschriebene Flaschenpost (Die Farben des Meeres) fand. Es ergibt sich ein langer geschriebener Dialog; T. könne nicht telefonieren. Es wird deutlich, dass T. von ihren Meermenschen-„Vätern“ ausgerissen ist.
Als sie den Loreleyfelsen am Rhein passieren, machen sie an Deck Musik, und es zeigen sich Isibellen. Das Meermädchen Kit kann in Anwesenheit der eigentlichen Landgängerin Alea zwar einige Worte mit ihnen wechseln, aber dann werden sie von Pfeilen vertrieben, welche von jener Nixe auf die Magischen abgeschossen wurden, die Alea schon zuvor mehrfach in den Flüssen sah. Die Nixe namens Mura zeigt sich und möchte allein mit Alea reden: Sie hält Alea als reine Landgängerin nicht mehr für die Elvarion der letzten Generation oder des Silberumhangs würdig. Alea solle ihr den Umhang geben. T. erzählt im Verlauf des SMS-Dialogs, bei dem beide immer offener werden, dass sie einen alten Vertrauten habe (der sich später als Cassaras herausstellt), welcher aussehe wie der Wanderer über dem Nebelmeer. Ihre Väter seien Gretzer und sie vertraue diesen nicht mehr.
Cassaras taucht wieder auf und die Cru trifft sich mit ihm. Er berichtet ambivalent von Geschehnissen der vergangenen Monate. Cassaras möchte wissen, wie es um den Silberumhang steht, und Alea ringt ihm für diese Information etliche weitere Erklärungen über sein Verhältnis zu Orion ab. Sie erfährt, dass Muras Verachtung für Landgänger von der Verachtung für Cassaras stammt. Alea hält ihr Wort auch von der alten Abmachung (Das Geheimnis der Ozeane) und gibt Cassaras den Silberumhang, welcher von der Crucis geholt wird. Cassaras jedoch ficht einen inneren Kampf aus und gibt den Umhang wieder an Alea zurück, damit sie ihn benutze, um die Ozeane zu retten. Als Alea nach Anthea fragt, antwortet Cassaras eindringlich, dass Alea nicht nach ihr suchen solle, Orion wolle ihr ebenfalls den „DNA-Wandler“ spritzen. Auf dem Weg mit der Hercules zurück zur Crucis taucht Mura auf und entreißt Alea erfolgreich den Silberumhang. Die Begegnung mit Cassaras hat jedoch endgültig dafür gesorgt, dass Alea unverrückbar an sich als Elvarion glaubt: Sie kann wieder Visionen in den Silberfäden sehen. Die Alpha Cru plant eine Demonstration in Marseille gegen umweltschädliche Kreuzfahrten. „T.“ teilt mit, dass sie sich nicht mehr schreiben könnten, weil der „Wanderer“ zu ihr zurückkäme. Durch diesen Hinweis und aus ihrer Geschichte kann die Alpha Cru schließen, dass „T.“ Thea bzw. Anthea ist, der „Wanderer“ Cassaras sie beschützt und Orion Antheas Ziehvater war, im Glauben, Anthea wäre die Elvarion.
Über die Rhône erreichen sie Marseille. Alea singt auf der Demo ihr spontan übersetztes Lied No Longer Silent. Während des folgenden Demonstrationsmarschs erwähnt Ben, dass sie Ausreißer sind, was ein Zivilpolizist mitbekommt. Die Alpha Cru flieht und zerstreut sich. Als Alea beinahe gefasst wird, kommt Kit dazwischen und lässt sich schnappen, damit Alea entkommen kann. Der Verlust ist besonders schmerzlich für Tess und Alea muss Tess versprechen, dass Kits Opfer nicht vergeblich sein wird. Niki malt auf die Schiffsseite den altbekannten Hajara-Satz, und Tante Hildegard findet das Anti-Magikum auf dem Masttop und dieses wird vernichtet. Die Robbe Fussel, welche bereits seit einiger Zeit zur Crucis zurückfand, kehrt mit einer Finde-Finja zurück, die als Hinweis auf Lennox eine markierte Unterwasserkarte bereitstellt; Ben identifiziert den Ort auf Korsika und sie setzen Kurs. Es kommen Kobolde an Bord, die Orions Peilsender finden, sowie einige weitere Magische.
Die Crucis erreicht Korsika und die Alpha Cru geht bei Nacht an Land. Jarias leiten sie, die Kobolde und Gilfen zu Orions Camp; Menschen und Magische teilen sich zur Erkundung auf. Alea und die Gilfen finden Lennox und befreien ihn, aber bei der Flucht werden sie entdeckt. Sie entkommen zurück an den Strand, und die magischen Grahnquallen haben vor, Orions Lager mit allen Menschen zu zerstören. Dieses schreckliche Ereignis kann nur Alea mit der Autorität der Elvarion verhindern. Während die anderen zum Schiff zurückkehren, stellen Alea und Lennox sich Orions Wachmännern, müssen aber ins Wasser fliehen. Im folgenden Kampfgemenge zeigt sich, dass Hagen der von Thea „Siegfried“ genannte Maulwurf ist.
Die beiden kehren erfolgreich zum Schiff zurück. Lennox berichtet unter anderem, dass Nelani nicht fliehen kann, da sie als einzige zwischen Orion und dem Magischen-Virus steht. Orion wollte Nelani und ihn mit der Tatsache erpressen, dass er Anthea gefangen hätte und ihr etwas antun könnte. Hagen jedoch offenbarte Lennox und Nelani, dass Orion Anthea aufgezogen hat und er ihr keine Schmerzen zufügen würde. Daraufhin hatte sich Lennox geweigert, Orion zu unterstützen und Nelani begonnen, die Ergebnisse des Magischen-Virus zu manipulieren.
Alea und Lennox versuchen später ohne Erfolg, ihre Erinnerungen wiederherzustellen. Alea erzählt ambivalent von den Ereignissen seit seinem Verschwinden, und es kommt zum „ersten“ Kuss zwischen den beiden. Am nächsten Morgen diskutieren alle über die weiteren Schritte. Lennox hat die Idee, die Silberfadenvisionen zu befragen, und Alea sieht in neun Tagen (am 19. September) Orion vor dem Kolosseum in Rom. Daraufhin plant die Cru, dem Doktor dort eine Falle zu stellen.
Niki berichtet, sie habe den Praktikumsplatz bei den Ocean Knights erhalten und müsse in Kürze das Schiff verlassen; Ben muss sie schweren Herzens auf Capraia gehen lassen. Auf der Insel werden Alea und Lennox unerwartet vom König der magischen Schweige-Schamire besucht, der Alea den „Schatz seines Volkes“ geben möchte. Zurück auf der Crucis bringen die Schamire den Goldumhang, der im Gegensatz zum Silberumhang die Erinnerungen an die Vergangenheit bewahrt. Beide Umhänge zusammen sollen Antworten auf alle Fragen geben. Wie die Schamire erhofften, kann Lennox mit dem Goldumhang die Erinnerungen aller vier wiederherstellen. Mit dem Umhang sieht Alea die Ankunft der anderen Meerkinder in Rach Turana. Nelani kehrt mit McDonnahall wie vorhergesehen auf die Crucis zurück. Es stellt sich heraus, dass sie Orions Labor in Brand setzte, da dieser unwissentlich das Magischen-Virus erfand. Außerdem entwickelte sie ein Wandlermittel, um Alea mithilfe von Theas DNS wieder in einen Meermenschen zu verwandeln. Alea vermutet anhand der Unterhaltungen mit dieser, dass Thea sich zum Loreleyfelsen begeben hat. Sie plant, dass sie, Lennox und Nelani dorthin gehen, während sich die anderen weiter nach Rom aufmachen, um beim Zusammentreffen dort am 19. September Orion zu überraschen. Nelani möchte jedoch Keblarr aus Island hinzuholen und verlässt die Cru mit einer vorbeikommenden Walfamilie.

#### Im Bannkreis des Schwurs
Im Zentrum von Im Bannkreis des Schwurs steht Aleas Wiederbegegnung mit ihrer seit langem gesuchten Zwillingsschwester Anthea. Während der Reise zu ihrer Begegnung vertieft sich die Beziehung von Alea und Lennox, schließlich treffen die drei Meerkinder aber wieder auf Orion, der Thea erneut einfangen kann. Prinz Cassaras, ihr einstiger Beschützer, wird von seiner verstorbenen Mutter als Thronfolger anerkannt und soll sich den Königsthron erkämpfen. Das Buch endet mit Aleas und Lennox' Verwandlung zu vollwertigen Meermenschen.
Lennox und Alea fahren von Italien aus zum Loreleyfelsen, wo sie Thea treffen möchten. Sie sprechen mit dem Darkoner-Meermädchen Siska und vereinbaren, dass diese zur Loreley kommt. Als sich herausstellt, dass Lennox und Alea die falschen Fahrkarten gekauft haben, müssen die beiden in Freiburg den Zug verlassen. Sie fahren mit dem Bus aufs Land, um dort zu übernachten. Alea erfährt durch den Goldumhang die genauen Umstände des Herrenschwurs der Darkoner für Orion, und die beiden diskutieren, ob es nach Orions Gefangennahme möglich sein müsste, diesen zu beenden.
Lennox und Alea essen im nächsten Dorf und als Alea im Regen tanzt, spielt Lennox dazu Gitarre, was ihnen ein wenig Geld einbringt. Dies reicht aber nicht für die Weiterreise und sie beschließen, per Anhalter zu fahren. Der Autofahrer, der sie mitnimmt, veräppelt sie jedoch und Alea und Lennox landen wieder in der Nähe ihrer Übernachtungsstelle. Sie beschließen, beim nächsten Bauernhof Essen zu kaufen und treffen auf dem Weg dorthin auf magische Grundwasserwesen namens Pudelpfuhler. Da Lennox keinen überlebenswichtigen Rofus mehr bei sich hat, erklären sie sich bereit, die Isibellen des nahen Flusses zu benachrichtigen, damit diese Rofus besorgen. Am Hof stellt sich heraus, dass dieser nichts verkauft, und nachdem eine Diskussion Aleas mit dem Bauer beinahe eskaliert, wird Lennox vom rückwärtsfahrenden Traktor umgestoßen und landet zwischen Wasserfässern. Der komplett durchnässte Lennox bekommt fast augenblicklich starkes Fieber, als Evelin, ein bislang unbekannter Meerjunge und Bruder des Bauern, die beiden bemerkt. Während sich Evelin um Lennox kümmert, stürzt Alea zum Fluss, aber die Isibellen brachten noch keinen Rofus. Weil Lennox' Fieber einige Zeit später heftiger wird, nutzt Evelin die bislang unbekannte Klonfähigkeit seines Stammes der Adetari, um den Rofus zu besorgen und Lennox zu heilen. Am nächsten Morgen ist Lennox wieder gesund, aber Alea und er müssen schnell verschwinden, weil Evelins Adoptiveltern zurückkommen. Da Evelin ihnen viel Geld mitgab, können Alea und Lennox mit dem Zug weiterfahren.
Alea und Lennox erreichen Sankt Goarshausen. Am Fuß des Loreleyfelsens treffen sie den Kobold Jenkins, aus dessen Hinweisen sie schließen können, dass Thea seit einer Woche auf ihren „Termin“ bei der Loreley wartet, die tatsächlich das bisher unbekannte „Reich der Toten“ (Thea) verwaltet. Alea und Lennox erfahren, dass sich Thea auf der nahegelegenen Burg versteckt, wo sie schließlich Cassaras finden. Auch Thea taucht auf und begegnet Alea so zum ersten Mal. In einem langen Gespräch erfährt Thea, was ihr Cassaras lange verheimlichte, und die Schwestern bemerken, dass sie eine gedankliche Verbindung haben. Thea gibt Alea ihr Blut für den Rückwandler, doch Alea entscheidet, diesen erst später zu benutzen. Anthea tritt außerdem ihren Termin bei der Loreley an Lennox ab, damit dieser Xenia wiedersehen kann. Dort erscheint jedoch Nixenkönigin Haruko, um mit Cassaras zu sprechen. Sie berichtet, wie sie von Mura ermordet wurde, und trägt Cassaras auf, den Thron zurückzuerobern. Dieser, nun als offizieller Thronfolger von seiner Mutter anerkannt, verlässt daher die Meerkinder.
Doch Orion wartet am Eingang des Tunnels auf Alea, Lennox und Thea. Es stellt sich heraus, dass Orion wie vermutet Aleas Handy abhörte und so den Treffpunkt der Schwestern herausfand. Er legt Lennox in Handschellen, doch bevor weiteres geschieht, erscheint Siska, die Jinx entwaffnet und ihrerseits Orion mit der Schusswaffe bedroht. So verhilft sie Lennox, Alea und Thea zur Flucht, die in den Rhein springen. Sie können weiter weg das Ufer und schließlich ein Kühlhaus erreichen, während die hinzugekommene Loreley Siska helfen will. In der Industriehalle werden die Meerkinder aber erneut von Orion, Jinx, Hagen und Zeirus entdeckt. Hagen bricht endlich seine Tarnung und entwaffnet Jinx, was Alea und Lennox den Rückzug nach unten in die Halle erlaubt. Thea wird jedoch von Zeirus gefangen genommen und weggebracht. In der Klemme sitzend leistet Lennox Alea den Herrenschwur, da er ahnte, dass Orion mit ihm denselben Genwandlungsprozess wie mit den Darkonern plante und ihm das dafür nötige Mittel durch die Handschellen bereits verabreicht hatte. Jinx und Orion haben gegen Lennox' neue Fähigkeiten keine Chance, aber als die Meerkinder die Halle verlassen, sind Zeirus und Thea bereits verschwunden. Sie verstecken sich in der Nähe, als Thea telepathisch ihre Schwester ruft und sich folglich Lennox auf den Weg macht, um sie zu befreien.
Am nächsten Morgen kehrt Lennox zurück und berichtet, dass er zwar Thea nicht fand, aber Hagen befreien und in einem Krankenhaus unterbringen konnte. Bezüglich einer Müllhalle, die ihnen bereits am Tag zuvor aufgefallen war, haben sie die Idee, Kit herzuholen, damit diese den Müll verbrennen kann. Alea nutzt den Rückverwandler und wird wieder zu einem Meermädchen, dann gehen sie und Lennox schwimmen, der dieselbe Verwandlung durch den Herrenschwur erfuhr. Der Gilf Gnorfius, welcher für die Loreley arbeitet, führt die anderen zur Flussstadt Dor Tenarr, um ihnen dort eine wichtige Botschaft zu zeigen: Der Bürgermeister der Stadt wurde kurz vor der Vernichtung der Meerwelt im Raum der Ahnen von Orions Großvater Brandur besucht, welcher ihn vor seinem Enkel warnte. Brandur berichtete von Muras Fluch gegen die Magie, der auf Orion lastet, und beschwor die Magischen, sich gegen Orion zusammenzuschließen. Aleas Rede für die Magischen wird von Gnorfius verbreitet, um diese Botschaft fortzutragen. Alea und Lennox holen Kit vom Bahnhof ab und zu ihrer Überraschung begleitet Opa Ernst die Brim. Sie ist zur Freude aller in der Lage, den Müll mit der Sengbohne zu vaporisieren. Nachdem die beiden Kölner abreisen, erscheint Siska, die Alea und Lennox nach Venedig mitnehmen möchte. Dort hält sich nämlich inzwischen der Rest der Alpha Cru auf.

#### Die Wellen der Zeit
Siska, Alea und Lennox fahren mit einem Leihwagen von Sankt Goarshausen nach Venedig. Ben, Sammy und Tess sind bereits in Venedig und nachts trägt ihnen ein Tasfar auf, Alea zu informieren, dass die Talassiopa sie in das "Herz des Weltgeschicks" einlädt.
In einer Vision des Goldumhangs sieht Alea, wie Cassaras in der Nixenhauptstadt in einem Kampf auf Leben und Tod Mura bezwingt, sie aber am Leben lässt und Mura alle künftigen Verwender des Silberumhangs verflucht.
Während eines Video-Chats der Meerkinder-Gruppe gesellt sich der Kobold Sweeney hinzu und dieser sorgt dafür, dass sich auch Kobold-Clans an der Suche nach Orions Versteck beteiligen. Da Alea und Thea in Sankt Goarshausen telepathischen Kontakt hatten, versucht Alea mehrfach, einen solchen wieder herzustellen. Als es ihr schließlich gelingt, berichtet Thea, die sich im Gewahrsam von Orion befindet, dass gerade verschiedene Magische Wesen aufgetaucht sind, was Orion mit seinem Team zur Flucht per Hubschrauber veranlasst. Der telepathische Kontakt reißt daraufhin ab.
In Venedig wieder vereint geht die Alpha Cru shoppen, um Outfits für den anstehenden Auftritt beim großen Umweltkonzert in Rom zu besorgen. Dabei erhalten sie eine Anweisung, auf magische Weise alle zusammen zur Talassiopa zu kommen.

### Personen
Wichtige Personen werden in der Reihenfolge ihres ersten Auftretens in der Hauptreihe gelistet, nicht erscheinende Personen sind nicht vertreten. Unbekannte Felder sind leer.
| Voller Name                        | Rufname               | Zusatznamen/Titel   | Alter | Stellung in der Handlung   | Erstes Auftreten                      | Letztes Auftreten (Stand Bd. 7)    | Kurzinfo, Beziehungen |
| ---------------------------------- | --------------------- | ------------------- | ----- | -------------------------- | ------------------------------------- | ---------------------------------- | --- |
| Alea Winkler                       | Alea Winkler          | Aquarius            | 12    | Protagonistin, Alpha Cru   | Band 1, Teaser                        | Band 7, letztes Kapitel            | Überlebendes immunes Meermädchen. Tochter von Keblarr und Nelani, vom Stamm der Walwanderer, Elvarion der letzten Generation. Zentrale Protagonistin. Lennox' Freundin.                 |
| Benjamin Walendy                   | Ben                   | Libra               | 18    | Protagonist, Alpha Cru     | Band 1, Kapitel 1                     | Band 6, letztes Kapitel            | Segler, Eigentümer der Crucis. |
| Samuel Walendy                     | Sammy                 | Draco               | 9     | Protagonist, Alpha Cru     | Band 1, Kapitel 1                     | Band 6, letztes Kapitel            | Bens kleiner Bruder. |
| Thaissa Alizée Imani Odondo        | Tess                  | Taurus              | 13    | Protagonistin, Alpha Cru   | Band 1, Kapitel 1                     | Band 6, letztes Kapitel            | Französin, Kind reicher Eltern. Rannte von ihren Eltern weg, als diese sich trennten. Kits Freundin.                                                                                    |
| Marianne Winkler                   | Marianne Winkler      |                     | 65    | Nebencharakter             | Band 1, Kapitel 4                     | Band 6, Kapitel 3 (Tod)            | Pflegemutter Aleas. |
| Lennox Lando                       | Lennox Lando          | Scorpio             | 13    | Protagonist, Alpha Cru     | Band 1, Kapitel 11                    | Band 7, letztes Kapitel            | Straßenkind, vom Alkoholikervater rausgeschmissen. Vater Landmensch, Mutter Xenia Meermensch. Vom Stamm der Oblivionen (Geheimhalter der Meerwelt). Aleas Freund. Krieger der Elvarion. |
| Artama                             | Artama                |                     |       | Nebencharakter             | Band 2, Kapitel 24                    | Band 2, letztes Kapitel (Abschied) | Überlebende Meerfrau vom Stamm der Kendarer (Geschichtenerzähler). Für Rach Turana (Loch Ness) zuständig.                                                                               |
| Doktor Aquilius Orion              | Doktor Aquilius Orion | Dr. med.            | 43    | Antagonist                 | Band 3, Kapitel 20                    | Band 7, Kapitel 26                 | Erschuf das Virus, um die Meermenschen auszurotten. Zentraler Antagonist. Vom Stamm der Roix (Ärzte). Jinx' Partner.                                                                    |
| Jinx Ragnarson                     | Jinx Ragnarson        |                     |       | Nebencharakter, Antagonist | Band 3, Kapitel 20                    | Band 7, Kapitel 26                 | Partner und Komplize Orions. Vom Stamm der Vennuit (Eispflege). |
| Prinz Cassaras                     | Prinz Cassaras        | Capricorn           |       | Nebencharakter, Antiheld   | Band 3, Kapitel 12 (nicht namentlich) | Band 7, Kapitel 21                 | Nixenprinz, Sohn der Nixenkönigin Haruko und eines Landmenschen. |
| Keblarr                            | Keblarr               | Kebe                |       | Nebencharakter             | Band 3, Kapitel 17                    | Band 3, Kapitel 27                 | Aleas Vater. Rettete sich auf Island vor dem Virus. |
| Nikaela                            | Niki                  | Vela                | 17    | Nebencharakter             | Band 4, Kapitel 22                    | Band 6, Kapitel 49 (Abschied)      | Bens Freundin. |
| Nelani                             | Nelani                |                     |       | Nebencharakter, Alpha Cru  | Band 4, Kapitel 28                    | Band 6, letztes Kapitel (Abschied) | Aleas Mutter. Ebenfalls immun. |
| Kiara-Katharina Minnebrecht-Nazari | Kit                   | Fornax              |       | Nebencharakter, Alpha Cru  | Band 6, Kapitel 8                     | Band 7, letztes Kapitel (Abschied) | Meermädchen vom Stamm der Brim (Müllverbrenner). Tess' Freundin. |
| Ernst Walendy                      | Opa                   |                     |       | Nebencharakter             | Band 6, Kapitel 20                    | Band 7, letztes Kapitel (Abschied) | Großvater väterlicherseits von Ben und Sammy, gehörlos, Erbauer der Crucis. |
| Anthea                             | Thea                  | T (Deckname) Phönix | 12    | Nebencharakter             | Band 7, Kapitel 18                    | Band 7, Kapitel 25 (Gefangennahme) | Aleas eineiige und jüngere Zwillingsschwester. Lange Zeit verschollen. Durch einen Unfall gehörlos. Ziehtochter von Orion und Jinx.                                                     |
| Siska Ferreira                     | Sis                   | Canes Venatici      |       | Nebencharakter             | Band 7, Kapitel 23                    | Band 7, Kapitel 35                 | Meerkind vom Stamme der Darkoner. Tochter von Orions Darkonerführer Zeirus und einer Oblivionin namens Shavaan. Schwester von Nexon (Meerkind, Oblivion).                               |

### Weltbild
Im Weltbild der Protagonisten hat der Schutz der Meere absolute Priorität. In allen Bänden wird an verschiedenen Stellen vorgeschlagen, wie die Meere sauber und gesund zu halten seien. Dabei sind die meisten dieser Aktivitäten auch auf die reale Welt übertragbar. Der zentrale Konflikt der Handlung, welcher zwischen Doktor Orion und seinen Anhängern sowie den Protagonisten und überlebenden Meermenschen ausgetragen wird, stützt sich darauf, dass die Protagonisten eben die erwähnte Haltung vertreten und die Antagonisten nicht.

Tanya Stewner erwähnte in einem Interview:
„Ich habe bestimmte Kernbotschaften, und ich nutze meine Bücher, um darüber zu schreiben. Dabei möchte ich die Leser und Leserinnen inspirieren und sie über den Tellerrand blicken lassen. Die Dinge, die mir sehr am Herzen liegen, sind immer wieder Thema in meinen Büchern. Dazu gehört vor allem der Umweltschutz. Ich engagiere mich auch privat und bin in mehreren Umweltorganisationen, versuche aber auch, mein Leben so zu gestalten, dass mein CO2-Fußabdruck so gering wie möglich ist.“
Diese Aussagen bekräftigte sie in weiteren Interviews. Die Autorin sieht also ihre politische Botschaft des Umweltschutzes als zentralen Aspekt, der dem Leser durch die Bücher vermittelt werden soll.

## Bände

### Jugendbücher
| Nummer | Name                           | Kapitel | Seiten | Veröffentlichung | ISBN                   | Beste Platzierung (Dein Spiegel Jugendbuch-Bestseller) |
| ------ | ------------------------------ | ------- | ------ | ---------------- | ---------------------- | ------------------------------------------------------ |
| 1      | Der Ruf des Wassers            | 24      | 319    | 17.07.2015       | ISBN 978-3-7891-4747-0 | Rang 6 in Ausgabe 11 / 2015                            |
| 2      | Die Farben des Meeres          | 27      | 332    | 25.01.2016       | ISBN 978-3-7891-4748-7 | Rang 4 in Ausgabe 04 / 2016                            |
| 3      | Das Geheimnis der Ozeane       | 33      | 447    | 20.03.2017       | ISBN 978-3-7891-4749-4 | Rang 1 in Ausgabe 05 / 2017                            |
| 4      | Die Macht der Gezeiten         | 29      | 416    | 18.06.2018       | ISBN 978-3-7891-0888-4 | Rang 1 in Ausgabe 08 / 2018                            |
| 5      | Die Botschaft des Regens       | 39      | 479    | 07.10.2019       | ISBN 978-3-7891-1353-6 | Rang 1 in Ausgabe 12 / 2019                            |
| 6      | Der Fluss des Vergessens       | 55      | 634    | 12.10.2020       | ISBN 978-3-7891-0436-7 | Rang 1 in Ausgabe 12 / 2020                            |
| 7      | Im Bannkreis des Schwurs       | 35      | 460    | 29.09.2021       | ISBN 978-3-7512-0169-8 | Rang 1 in Ausgabe 12 / 2021                            |
| 8      | Die Wellen der Zeit            | 29      | 384    | 07.10.2022       | ISBN 978-3-7891-0437-4 | Rang 1 in Ausgabe 12 / 2022                            |
| 9.1    | Der Gesang der Wale, Teil 1    |         | 288    | 02.10.2023       | ISBN 978-3-7512-0341-8 |                                                        |
| 9.2    | Der Gesang der Wale, Teil 2    |         | 432    | 14.06.2024       | ISBN 978-3-7512-0479-8 |                                                        |
| 10     | Das Vermächtnis der Meerkinder |         |        |                  |                        |                                                        |

Die Veröffentlichung der Bücher geschieht etwa jährlich, die Reihe ist noch nicht abgeschlossen.
Als Tanya Stewner die Reihe plante, ging sie davon aus, die Geschichte in drei Bänden, also als Trilogie, erzählen zu können. Sie berichtete im Folgenden immer wieder davon, dass sie zu viele Ideen habe und die Handlung immer länger werde, sodass immer wieder neue Teile notwendig würden. Im Dezember 2020 meinte Stewner in einem Interview, sie habe kürzlich die Länge der Reihe von acht auf neun Bände korrigiert. Dies änderte sich erneut, als sie im Mai 2022 ankündigte, den achten Band wegen des Umfangs in zwei Teile aufzuteilen, womit sich der Name „Der Gesang der Wale“ auf Band 9 verschob. Dies bedeutet eine neue geplante Länge der Reihe von zehn Bänden. Kurzzeitig wurde der achte Band als „Band 8 Teil 1“ bezeichnet, das korrigierte der Verlag jedoch einige Wochen nach der Ankündigung.

### Hörbücher
| Name                              | Kapitel (Streaming)    | Veröffentlichung | ISBN                   |
| --------------------------------- | ---------------------- | ---------------- | ---------------------- |
| Der Ruf des Wassers               | 137                    | 17.07.2015       | ISBN 978-3-8373-0875-4 |
| Die Farben des Meeres             | 126                    | 25.01.2016       | ISBN 978-3-8373-0934-8 |
| Das Geheimnis der Ozeane – Teil 1 | 156                    | 20.03.2017       | ISBN 978-3-8373-1002-3 |
| Das Geheimnis der Ozeane – Teil 2 | 156                    | 20.03.2017       | ISBN 978-3-8373-1005-4 |
| Die Macht der Gezeiten – Teil 1   | 121                    | 18.06.2018       | ISBN 978-3-8373-1056-6 |
| Die Macht der Gezeiten – Teil 2   | 121                    | 18.06.2018       | ISBN 978-3-8373-1069-6 |
| Die Botschaft des Regens – Teil 1 | 56                     | 07.10.2019       | ISBN 978-3-8373-1103-7 |
| Die Botschaft des Regens – Teil 2 | 56                     | 07.10.2019       | ISBN 978-3-8373-1104-4 |
| Der Fluss des Vergessens – Teil 1 | 133                    | 12.10.2020       | ISBN 978-3-8373-1162-4 |
| Der Fluss des Vergessens – Teil 2 | 133                    | 12.10.2020       | ISBN 978-3-8373-1163-1 |
| Im Bannkreis des Schwurs – Teil 1 | 134                    | 29.09.2021       | ISBN 978-3-8373-1196-9 |
| Im Bannkreis des Schwurs – Teil 2 | 134                    | 29.09.2021       | ISBN 978-3-8373-1197-6 |
| Die Wellen der Zeit – Teil 1      |                        | 07.10.2022       | ISBN 978-3-8373-9204-3 |
| Die Wellen der Zeit – Teil 2      | ISBN 978-3-8373-9203-6 | 07.10.2022       |                        |
| Der Gesang der Wale – Teil 1      |                        | 02.10.2023       | ISBN 978-3-8373-9344-6 |
| Der Gesang der Wale – Teil 2      |                        | 09.07.2024       | ISBN 978-3-8373-9470-2 |

Die Hörbücher der ersten beiden Bände werden „Autorisierte Lesefassung“ genannt, diese sind leicht gekürzt. Ab Band 3 handelt es sich um ungekürzte Lesungen. Sie werden von Laura Maire gelesen und Guido Frommelt komponierte die Begleitmusik. Die Aufteilung und ISBN beziehen sich bis "Der Gesang der Wale – Teil 1" auf die Audio-CD, ab "Der Gesang der Wale – Teil 2" auf den MP3-Download. Alle Hörbücher sind auch auf Streaming-Plattformen verfügbar.

### Leseanfänger-Bücher
| Name                          | Veröffentlichung | ISBN                   |
| ----------------------------- | ---------------- | ---------------------- |
| Die Magie der Nixen           | 19.07.2018       | ISBN 978-3-96052-070-2 |
| Ein Lied für die Gilfen       | 11.04.2019       | ISBN 978-3-96052-108-2 |
| Weihnachten mit der Alpha Cru | 19.09.2019       | ISBN 978-3-96052-155-6 |
| Die Kraft der Wasserkobolde   | 20.01.2020       | ISBN 978-3-7891-1518-9 |

Bei den Büchern für Leseanfänger handelt es sich um eine Zusammenarbeit von Stewner und der Kinderbuchautorin Simone Henning. Entsprechend dem Zielpublikum und dem pädagogischen Zweck haben die Handlungen der Bücher keinen starken Bezug zur Handlung der Jugendbuchreihe, es werden hauptsächlich Welt und Figuren derselben genutzt. Die Bücher erscheinen ebenfalls beim Verlag Friedrich Oetinger.

### Musik
| Name                      | Veröffentlichung | EAN             | Kurzbeschreibung                                          |
| ------------------------- | ---------------- | --------------- | --------------------------------------------------------- |
| Alea Aquarius – Die Songs | 12.10.2020       | 4-260173-788570 | Lieder der Protagonisten Alpha Cru aus den Bänden 1 bis 6 |

## Verfilmung
Wegen des Erfolgs der Reihe wurde spätestens 2019 die Frage nach einer Verfilmung gestellt. Tanya Stewner wollte in einem Interview im März 2019 dies „weder bejahen noch verneinen“, später gab Maria von Heland allerdings an, bereits seit 2016 mit Stewner an einer Verfilmung zu arbeiten. Am 15. Oktober 2019 kündigte der Verlag gemeinsam mit ZDF Enterprises und der Produktionsfirma Red Balloon Film eine Verfilmung an, die als „großes europäisches Projekt“ geschieht. Mitbeteiligt ist maze pictures als Produktionsfirma und Muttergesellschaft von Red Balloon Film. Maria von Heland, die an diesem Projekt eine frühe Beteiligung hatte, wird als Drehbuchautorin und Regisseurin genannt, als Produzenten sind Dorothe Beinemeier, Jörg Schulze und Philipp Kreuzer angegeben. Geplant war eine Fernsehserie zu 26 Episoden zu je 26 Minuten, sowie ein Kinofilm in Volllänge. Der Dreh soll in englischer Sprache geschehen. Das Ende der Produktion war für 2021/2022 geplant. Daran sollte sich laut Aussage der Autorin auch aufgrund der COVID-19-Pandemie nichts geändert haben, jedoch gab es bis zum Frühjahr 2023 keine weiteren Ankündigungen der Produktion.
Am 1. März 2023 veröffentlichte die Produktionsfirma einen Casting-Aufruf für Hauptdarsteller, der bis zum 17. März laufen sollte. Gleichzeitig äußerten sich Tanya Stewner und Maria von Heland in verschiedenen Instagram-Posts zum weiteren Verlauf der Produktion. Demnach wurde der Film verworfen und es soll sich um eine reine Serienproduktion im Format 26/13" mit mindestens zwei Staffeln handeln. Die Produktion habe sich auf Herbst 2023 und Frühjahr 2024 verschoben und würde etwa 160 Tage dauern. Stand März 2025 dauert die Produktion weiter an.

## Rezeption
Alle Bände der Hauptreihe erreichten die DEIN Spiegel Jugendbuch-Bestsellerliste gehörten innerhalb mindestens eines Monats zu den zehn meistverkauften Jugendbüchern in Deutschland. Der Verlag nennt als Gesamtauflage bis einschließlich Band 5 eine Stückzahl von 530.000, im Dezember 2020 wurden 630.000 genannt.
Die negativste Bewertung auch vonseiten der positiven Kritik hat das Ende des fünften Bandes, an welchem ein scheinbar unumkehrbarer Tiefpunkt erreicht wird (siehe Handlung). Tanya Stewner begründete dies mit der Aussage, sie habe dieses Ende gebraucht, um die darauffolgenden Bände nach ihrer Vorstellung verfassen zu können. Konkret bedeute dies, dass sie durch eine Landgänger-Alea, welche dennoch alles für die Rettung der Meere tue, besser darstellen könne, dass es eben keine besonderen Fähigkeiten brauche, um die Meere zu beschützen.

## Trivia
Einige Stämme der Magischen und Meermenschen sind nach bestimmten Mustern oder (scheinbar) in bestimmten Sprachen benannt. Für die Nixen ist dies z. B. Japanisch: Königin Haruko (はるこ女王), Shiro (しろ), Tomoko (ともこ), Mura (むら) und weitere. Außerdem sind die Namen der Kobolde britisch, die der Finde-Finjas finnisch, der Gilfen (pseudo-)lateinisch. Die Meermenschen des Oblivionenstamms scheinen zudem alle ein „x“ im Namen zu haben.
Sternbild-Metaphern werden intensiv genutzt. So sind zunächst alle Zusatznamen der Alpha-Cru-Mitglieder lateinische Sternbildnamen, die mithilfe einer alten lateinischen Sternbildenzyklopädie ausgewählt werden. Der Hauptantagonist Dr. Orion trägt ebenfalls einen Sternbildnamen. Die mythologischen und antiken Bedeutungen der Sternbilder sind Metaphern für die Alea-Aquarius-Handlung:
- Orion ist ein Jäger, der ein Sohn des griechischen Meeresgottes Poseidon ist (Dr. Orion ist ein halber Meermensch). Orion möchte alle wilden Tiere des Erdkreises töten (Dr. Orion möchte alle Meermenschen und Magischen töten), woran er jedoch gehindert wird, da ihn ein Skorpion tötet (Lennox tötet oder besiegt Dr. Orion; diese Metapher hat sich Stand Band 9.1 noch nicht bestätigt).
- Das Sternzeichen Wassermann (Aquarius) steht vermutlich für Deukalion, der die Sintflut überlebte und das neue Menschengeschlecht begründete (Alea überlebt die Ausrottung der Meermenschen und lässt das Meermenschenvolk wiederaufstehen; letztere Metapher hat sich Stand Band 9.1 noch nicht bestätigt).
- Das Sternbild Waage wurde wie das Instrument selbst mit Gerechtigkeit in Zusammenhang gebracht (Bens herausragende Eigenschaften sind Ausgeglichenheit, Verantwortungsbewusstsein und ein ausgeprägter Gerechtigkeitssinn).
- In der griechischen Mythologie sind Drachen häufig Bewacher und Beschützer wertvoller Orte oder Dinge (Sammy sieht sich als Bewacher der Silberfäden des Nixenumhangs, die einen bruchstückhaften Blick auf die Zukunft gewähren. In Band 6 ernennt der König der Schweige-Schamire Sammy zum Hüter des Goldumhangs und offenbart ihm, dass er vom Schicksal bereits vor seiner Geburt zum Wächter des Schatzes bestimmt wurde).
- Mögliche Interpretationen assoziieren das Sternbild Stier mit Taurus, dem Widersacher des Orion (Tess kämpft als Teil der Alpha Cru gegen Dr. Orion). Wahrscheinlichere Assoziationen zum Minotaurus ergeben keine ersichtlichen Metaphern.
- Vela, das Segel des Schiffs, ist Teil des antiken Sternbildes Argo Navis, und die Argo war das Schiff des Argonauten-Anführers Jason, der das Goldene Vlies eroberte. Vela bringt die Abenteurer voran.

Die Meermenschen und Magischen verwenden die fiktionale Sprache Hajara, welche auch Wassersprache genannt wird und eine Schrift besitzt. Ob Hajara eine vollwertige Sprache wie z. B. Tolkiens Quenya oder Okrands Klingonisch ist, lässt sich anhand der wenigen bekannten Wörter und Sätze nicht feststellen.
Im Rahmen des Anthea-Handlungsstranges finden sich einige Verweise auf historische deutsche/germanische Kunst und Kultur. So spezifiziert Anthea, sie habe Deutsch durch alte deutsche Literatur gelernt. Sie gibt Cassaras den Spitznamen „Wanderer“ aufgrund des Gemäldes Der Wanderer über dem Nebelmeer von Caspar David Friedrich. Ein anderer ihr helfender Mitarbeiter Orions hat den Namen Hagen, ein Verweis auf Hagen von Tronje aus der Nibelungensage.

## Belege
1. ↑  kleines Filmröllchen, Tropfenschweif6, Brausewind2 und weitere: Der Ruf des Wassers. In: Alea Aquarius Wiki. Miraheze, WikiTide Foundation, abgerufen am 25. März 2025.
2. ↑  kleines Filmröllchen, Tropfenschweif6 und weitere: Die Farben des Meeres. Miraheze, WikiTide Foundation, abgerufen am 25. März 2025.
3. ↑  kleines Filmröllchen und weitere: Das Geheimnis der Ozeane. In: Alea Aquarius Wiki. Miraheze, WikiTide Foundation, abgerufen am 25. März 2025.
4. ↑  kleines Filmröllchen und weitere: Die Macht der Gezeiten. In: Alea Aquarius Wiki. Miraheze, WikiTide Foundation, abgerufen am 25. März 2025.
5. ↑  kleines Filmröllchen und weitere: Die Botschaft des Regens. In: Alea Aquarius Wiki. Miraheze, WikiTide Foundation, abgerufen am 25. März 2025.
6. ↑  kleines Filmröllchen und weitere: Der Fluss des Vergessens. In: Alea Aquarius Wiki. Miraheze, WikiTide Foundation, abgerufen am 25. März 2025.
7. ↑  kleines Filmröllchen, Islandioase und weitere: Im Bannkreis des Schwurs. In: Alea Aquarius Wiki. Miraheze, WikiTide Foundation, 12. Oktober 2021, abgerufen am 25. März 2025.
8. 1 2  Schülerpraktikantin Eliza (Nachname unbekannt), Tanya Stewner: Interview mit Tanya Stewner. In: Schatzinsel Solingen. 1. März 2019, abgerufen am 18. Dezember 2020 (deutsch).
9. 1 2 3 4 5 6  Südwest Presse Online-Dienste GmbH: Elfjährige interviewt Kinderbuchautorin: Tanya Stewner und ihre Buchreihe „Alea Aquarius“. 9. Dezember 2020, abgerufen am 27. Dezember 2020.
10. 1 2  Suche im Bestseller-Archiv: Suchergebnisse für "Alea Aquarius". In: Buchreport. Harenberg Kommunikation Verlags- und Medien-GmbH & Co. KG, abgerufen am 17. Januar 2021.
11. ↑  SPIEGEL-Bestsellerliste 2021 Jugendbücher. 2. November 2020, abgerufen am 7. April 2022 (deutsch).
12. ↑  Tanya Stewner: Instagram-Post von Tanya Stewner am 7. Mai 2022. In: Instagram. Meta, 7. Mai 2022, abgerufen am 15. Juni 2022.
13. ↑  Alea Aquarius 7.1. In: Oetinger Onlineshop. Verlagsgruppe Oetinger, abgerufen am 5. Juni 2021 (deutsch).
14. 1 2  Alea Aqarius Series OFFICIAL on Instagram: "[…] I have been on the journey with @tanyastewner for nearly 7 years now, fighting for this extraordinarily beautiful universe to come to life on screen. […]". Abgerufen am 4. März 2023 (englisch).
15. 1 2  ZDF Enterprises und Red Balloon Film adaptieren deutschen Jugendbuch-Bestseller „Alea Aquarius“ aus dem Oetinger-Verlag. (PDF) In: Verlagsgruppe Oetinger. 15. Oktober 2019, abgerufen am 20. Dezember 2020.
16. ↑  Jugendbuch-Bestseller »Alea Aquarius« wird verfilmt. In: Buchreport. Harenberg Kommunikation Verlags- und Medien-GmbH & Co. KG, 15. Oktober 2019, abgerufen am 20. Dezember 2020 (deutsch).
17. ↑  Alea Aquarius // ECASTING – CastConnectPro. Abgerufen am 4. März 2023.
18. ↑  Tanya Stewner on Instagram: "[…] - Es handelt sich um eine Serie - Es wird zwei Staffeln geben mit jeweils 13 Folgen pro Staffel, eine Folge hat eine Länge von 26 Minuten - Eine Staffel wird einen Band abdecken (Staffel 1: Ruf des Wassers, Staffel 2: Farben des Meeres) […] - Drehzeit voraussichtlich Herbst 2023 (etwa 160 Drehtage insgesamt) […]". Abgerufen am 4. März 2023 (englisch).